# 元寺町 (弘前市)
元寺町（もとてらまち）は、江戸期から現在にかけての青森県弘前市の地名。郵便番号は036-8355。2017年6月1日現在の人口は142人、世帯数は69世帯。

## 地理
町域の北部から北東部にかけて東長町、東部は元寺町小路・上鞘師町・下鞘師町・鉄砲町・一番町、南部は親方町・元長町、西部から北西部にかけて下白銀町に接する。

## 歴史
- 寛永末年頃 - 東側に町屋5軒・寺院（浄土宗5・法華宗3・浄土真宗6・天台宗1）があり、西側に町屋がある（津軽弘前城之絵図）。
- 正保3年 - 寺院（浄土真宗4・天台宗1・法華宗3）が見える（津軽弘前城之絵図）。
- 慶安2年 - 寺町とあり、西側は31軒の屋敷割りがされる。その他では堺屋等の商家、大工・煙草屋等も見られ、職種は雑多であった。
- 同年5月3日 - 横町（現：東長町）の算盤屋から出火した火災が、当地の4つの寺院を焼く（平山日記）。この火災により、当地の寺院は南側に移されると、新たに新寺町が形成される（津軽歴代記類）。当地は以後、本寺町（または元寺町）と呼ばれることになる。
- 延宝6年 - 現在の一番町が本寺町一丁目、現在の鉄砲町が本寺町二丁目、現在の上鞘師町が本寺町三丁目、現在の下鞘師町が本寺町四丁目、現在の元寺町小路が本寺町五丁目とあり、合わせると町屋を中心に81軒の屋敷がある。
- 享保4年頃 - 本寺町一～五丁目は、現在の一番町・鉄砲町・上鞘師町・下鞘師町・元寺町小路となる。
- 宝暦6年 - 町名は見えず、延享元年に本町一丁目の大火後に武家屋敷街に変化（弘前町惣屋舗改大帳）。

### 沿革
- 江戸期 - 弘前城下の一町。
- 明治初年～明治22年 - 弘前を冠称。
- 1899年（明治22年） - 弘前市に所属。

## 施設

### 医療
- 倉田医院

### 商業
- サンクス弘前公園店
- びっくりドンキー弘前店
- 青森県信用組合弘前支店

### 宿泊
- 齋栄旅館
- 石場旅館

### マスコミ
- 青森放送弘前支社

### 教会
- 日本基督教団弘前教会
- 日本基督教団弘前教会教会堂

## 小・中学校の学区
市立小・中学校に通う場合、学区は以下の通りとなる。
| 大字   | 番・番地 | 小学校             | 中学校             |
| ------ | -------- | ------------------ | ------------------ |
| 元寺町 | 全域     | 弘前市立時敏小学校 | 弘前市立第一中学校 |

## 交通
- 弘南バス

上元寺町（弘前駅・小比内経由 - さくら野弘前店 復路、他）停留所。